# 유러피언 슈퍼리그
유러피언 슈퍼리그(European Super League)로 더 많이 알려져있던 더 슈퍼리그(The Super League)는 유럽 최상위 축구 클럽들이 참가하기로 예정되었던 축구 대회이며, 향후 UEFA 챔피언스리그와 경쟁을 이루거나 대체할 것으로 예상되었다.
1990년대부터 제기된 슈퍼 리그 창설에 관한 오랜 논의 끝에, 2021년 4월에 12개 구단 주도로 대회가 창설되었으며, 3개 구단이 추가로 합류할 것으로 예상된다. 이 창립 멤버 15개 팀은 강등이 되지 않는 대회 영구 참가 팀이며, 추가 5개 팀이 이전 시즌의 성적을 근거로 하여 대회에 참가될 예정이다. 대회 주최 측에 따르면, 2021년 8월이나 그 이전에 대회가 개막할 것이라는 말과 함께, 슈퍼 리그가 '실현 가능한 한 빨리' 시작될 것이라고 하였다.
슈퍼리그의 출범 소식은 팬들, 선수들, 그 외 클럽, UEFA, FIFA, 국가 기관 등의 슈퍼리그에 대한 만연한 반대 의견들을 불러 일으켰다. 유러피언 슈퍼리그에 관한 비판의 대부분은 엘리트주의와 경쟁의 결여에 집중되어 있다. 리그 출범 소식에 대한 반발은 잉글랜드 6개 클럽 모두가 참가 철회 의사를 발표하게끔 이끌었다. 잉글랜드 클럽들이 이탈한 후, 이후에 슈퍼리그 측은 "슈퍼리그 프로젝트 개편을 위한 최선의 적절한 조치들을 다시 고려할 것"이라고 하였다. 공식 출범을 알린 지 3일 만에, 슈퍼리그는 리그 활동 중단을 발표하였다.
슈퍼리그의 최대 투자처인 JP Morgan은 슈퍼 리그에 대한 투자가 오판이였다는 의견("“We clearly misjudged how this deal would be viewed by the wider football community and how it might impact them in the future”')을 내놓았다.
팬들의 기억에서 사라질 때쯤 UEFA에서 유로피언 슈퍼리그 잔류 구단에 대한 징계를 철회하였다. 이로 인해 유로피언 슈퍼 리그의 부활할 가능성이 있어 보인다. 2023년 2월 10일 유러피언 슈퍼리그가 60~80여개의 팀이 참가하는 대회로 개편 되어 창설할 수 있다는 뉴스가 보도 되었다. 2023년 12월 21일 유럽 사법 재판소에서 유러피언 슈퍼리그에 손을 들어주는 판결이 내려졌다.

## 배경
유러피언 슈퍼리그 창설에 관한 주장은 이탈리아 기업 Media Partners가 슈퍼리그에 대한 제안을 검토했던 최소 1998년까지 거슬러 올라가지만, 이 제안은 UEFA가 챔피언스리그로 확장하는 움직임을 보이며 실패로 끝이 났다. 슈퍼리그에 관한 다양한 주장들이 그 후 20년간 제시되었으나, 성공은 거두지 못했다. 이와 관련된 제안들에는 수익성 있는 해외 시장을 겨냥하여 '39번째' 경기를 외국에서 개최하려는 프리미어리그의 오랜 의욕등이 있다.

## 창립 구단
12개 구단이 대회 창립 구단으로 알려졌으며, 시즌 시작 전에 세 개 구단이 더 참가할 예정이다. 공개된 구단들에는 잉글랜드의 "빅 6"와 더불어, 스페인의 3개 구단과 이탈리아의 3개 구단 등을 포함한다. 15개 창립 구단들은 대회의 영구 참가 구단이 될 것이며, 또한 리그 관리권을 갖는다.
4월 21일, 리그 창설을 한 지 겨우 3일 만에, 12개 구단 중 10개 구단이 슈퍼리그에 대한 만연한 반발 속에 리그 참가 철회를 발표했으며, 바르셀로나와 레알 마드리드만이 남게 되었다.
 창립 구단
- 아스널
- 첼시
- 토트넘 홋스퍼
- 맨체스터 유나이티드
- 맨체스터 시티
- 리버풀
- AC 밀란
- 인테르나치오날레
- 유벤투스
- 레알 마드리드
- 아틀레티코 마드리드
- 바르셀로나

### 창립 구단들의 철회
2021년 4월 20일, 맨체스터 시티가 슈퍼 리그 탈퇴 절차를 진행하고 있다는 것이 공식적으로 확인되었다. UEFA 회장 알렉산데르 체페린은 "유럽 축구계"로 돌아온 것을 환영한다는 성명문을 발표했다. 맨체스터 유나이티드, 리버풀, 아스널, 토트넘, 첼시 역시도 같은 날에 참가 철회 의사를 밝혔다. 이들과 유사하게, 이탈리아 축구 클럽 인테르나치오날레는 공식적으로 대회 철회 의사를 공식화하지는 않았으나, 통신사 ANSA에 자신들은 "이 프로젝트에 더 이상 관심이 없다"라고 하였다

### 참가 가능성 있는 구단
파리 생제르망, 바이에른 뮌헨, 보루시아 도르트문트는 슈퍼리그 측의 발표에 따르면 리그 초기 클럽들이 아니었다고 했으나, 이 세 팀 모두가 슈퍼리그를 공공연하게 비판했음에도, 이 팀들을 대회에 참가시키고 싶어 했을 것이라는 많은 추측들이 존재한다. 데어 슈피겔이 공개한 문건에 따르면, 슈퍼리그 참가 서명을 하는 데 뮌헨과 도르트문트에는 30일, PSG에는 14일이 주어졌다고 한다.
포르투 같은 그 외의 프랑스, 독일, 포르투갈, 네덜란드의 축구 클럽들은 보도에 따르면 대회 참가를 거절했다고 한다. 그러나, 슈퍼 리그의 회장 플로렌티노 페레스는 PSG와 독일 클럽들이 창단 팀으로 초청되지 않았다고 밝혔다. 스카이 스포츠의 리포터 Charles Patterson은 슈퍼 리그가 스코틀랜드의 '올드 펌' 클럽들인 셀틱과 레인저스에 관심을 보일 수 있을 것이라 하였다. 그는 두 축구 클럽들이 1990년대 이래로 스코틀랜드 축구 체제에서 벗어나려는 시도들이 있었고, 유럽 대항전에서 이들의 경쟁력이 스코틀랜드의 한정된 수익으로 방해를 받고 있다고 하였다. 또한 그는 두 팀이 세계적인 팬 규모와 훌륭한 경기장을 지녔기에, 슈퍼 리그가 올드 펌 팀들에 관심을 보일 수 있을 것이라 생각하였다.

## 같이 보기
- 유럽 연합의 스포츠 정책